# Final Approach
Final Approach (яп. Φなる・あぷろーち Фуайнару Апуро:ти)— компьютерная игра для PlayStation 2 в жанре визуальный роман (если точнее — т. н. «Симулятор свиданий»), выпущенная в октябре 2004 года компанией Princess Soft. Тогда же, в октябре 2004 году на основе этого сюжета был выпущен телевизионный аниме-сериал, состоящий из 13 серий «половинной» длины (т. е. около 12 минут, по сравнению с обычной длительностью в 23—24 минуты).
Хотя название произведения состоит из английских слов, записывается оно здесь не катаканой, как это обычно принято, а хираганой (за исключением знака долготы, который обычно используется с катаканой). Более того, первый слог названия записывается греческой буквой «фи» (Φ), которая, впрочем, в данном случае читается как «фай», в соответствии с английским произношением.

## Сюжет
Мидзухара Рё — обычный японский школьник. Он учится во втором классе старшей школы, в свободное время подрабатывает в кафе, живёт вместе со своей младшей сестрой Аканэ и пока не думает ни о какой женитьбе. Тем более, что ему всего 17 лет. Как вдруг однажды в его комнату влетает молодая красивая девушка, Масуда Сидзука. Влетает в буквальном смысле, спрыгнув с парашютом. А вместе с ней в комнату вламываются множество людей в одинаковых чёрных пиджаках и с одинаковым выражением лица.
Как выясняется, правительство Японии обеспокоено низкой рождаемостью, и подготовило проект, согласно которому молодым людям будут подбираться подходящие партнёры для брака. Этот проект пока находится в стадии тестирования, и Рё оказался первым тестируемым. Девушка, которую ему подобрали, Сидзука, была отобрана компьютером, как идеальная пара. И теперь она объявила себя его невестой. Естественно, Рё не в восторге от такого развития событий и хочет её прогнать… но трудно спорить с толпой агентов в чёрных пиджаках. Поэтому он соглашается временно оставить её у себя, чтобы посмотреть, что из этого выйдет…

## Персонажи
Рё Мидзухара (яп. 水原 涼 Мидзухара Рё:)
Сэйю: Дайсукэ Кисио
Сидзука Масуда (яп. 益田 西守歌 Масуда Сидзука)
Сэйю: Сакура Ногава
Аканэ Мидзухара (яп. 水原 明鐘 Мидзухара Аканэ)
Сэйю: Мию Мацуки
Эмихо Муцу (яп. 陸奥 笑穂 Муцу Эмихо)
Сэйю: Тиаки Такахаси
Юрика Мэно (яп. 芽生 百合佳 Мэно: Юрика)
Сэйю: Юко Минагути
Мики Мория (яп. 守屋 美紀 Мория Мики)
Сэйю: Юкари Тамура